# Tod den Hippies!! Es lebe der Punk
Tod den Hippies!! Es lebe der Punk ist ein deutscher Spielfilm und eine schwarze Filmkomödie von Regisseur Oskar Roehler aus dem Jahr 2015. Roehler verfilmte damit seinen eigenen Roman Mein Leben als Affenarsch. Stark autobiografisch gefärbt, erzählt er von seiner Jugend als Punk. Kinostart in Deutschland war am 26. März 2015.

## Handlung
Der jugendliche Schüler Robert Rother lebt Anfang der 1980er Jahre in einer westdeutschen Stadt (nach dem Dialekt mehrerer Rollen ist von einer Verortung in Süddeutschland, genauer Franken, auszugehen). Einer seiner Klassenkameraden ist Gries, ein offen schwuler Nazipunk. Dieser macht sich in der Schule einen Spaß, indem er heimlich vor dem Unterricht seinem langhaarigen Lehrer mehrere hochwirksame Tabletten in das Trinkglas kippt, ihn dadurch betäubt und anschließend die Haare kürzt. Hinterher sorgen Robert und Gries für Chaos im Klassenzimmer. Gries wird dafür vom Direktor von der Schule verwiesen. Robert und Gries haben nichts für die zahlreichen Hippies übrig, die in der Schule rumhängen.
Roberts Freundin ist eine strebsame Lehramtsstudentin. Da er sich von ihrer Biederkeit angewidert fühlt, folgt er dem Tipp seines Freundes Schwarz und begibt sich, nunmehr als Punk mit Irokesenschnitt und Ledermantel, nach West-Berlin, wo er Aufregendes zu erleben hofft. Seine alleinerziehende Mutter, die Roberts Onkel zwecks Erbschleicherei ermorden will, lässt er zurück.
Eingetroffen in West-Berlin, begibt sich Robert auf der Suche nach Arbeit in den von Schwarz geführten Nachtclub. Dort nimmt er eine Arbeit an, bei der er das Sperma der bei einer Peepshow onanierenden Gäste von den Scheiben abwischt. Dort lernt er die Tänzerin Sanja kennen. Binnen kurzem folgt er Schwarz, auch zwecks Drogenkonsums, in eine Punker-Bar.
In West-Berlin besucht Robert seinen allein lebenden Vater Klaus, der in seiner Wohnung eine sechsstellige Summe Bargeld verwahrt. Einige Tage später stehlen Robert und Schwarz das Geld, mit dem sie eine Karriere als Drogendealer anstreben. Sie entgehen dabei nur knapp der Erschießung durch Klaus.
Zufällig trifft Robert in Berlin Gries wieder, der sich als Straßenstricher sowie Lederschwuler verdingt. Er begleitet ihn einige Zeit und musiziert zusammen mit ihm im „Risiko“, einer Bar, die von Blixa Bargeld geführt wird.
Eines Tages stellt sich für die Behörden heraus, dass das von Roberts Vater erbeutete Geld aus RAF-Beständen stammt und erfahren so von der kriminellen RAF-Vergangenheit seines Vaters, weswegen Klaus schließlich verhaftet wird und in das Gefängnis kommt. Nachdem auch Roberts Mutter in Berlin aufgetaucht und dann nach München gereist ist, folgen Robert und Sanja ihr dorthin. Sie werden Augenzeugen, wie sie zunächst ihrem verhassten Bruder in die Genitalien schießt und schließlich mit der Waffe Suizid begeht.
Wieder zurück in Berlin, wird Robert ebenfalls verhaftet und zum Zivildienst nach Westdeutschland verpflichtet. Nach einem traumatischen Erlebnis durch einen Heimbewohner mit künstlichem Darmausgang schlitzt er sich die Pulsadern auf und wird daraufhin vom Dienst befreit. Am Ende treffen sich Robert und Schwarz auf einem Lkw in der ägyptischen Wüste erneut.

## Rezeption
Der Filmdienst meinte im Lexikon des internationalen Films, die „fröhlich delirierende, slapstickartige Groteske“ stürze sich mit „satirischer Zerstörungswut auf die verspätete Berliner Punk-Szene“ und folge mit „Brachialhumor standardisierten ‚Coming of Age‘-Vorgaben“. Dabei pendle der Film zwischen „feinster Trash-Nostalgie und dem altbackenen, immerhin selbstironisch akzentuierten Thema vom Ausverkauf der Jugendbewegung“.
epd Film lobte den Film für sein Schauspieler-Ensemble; er werde durch Schilling und Lau geprägt und die Nebenfiguren seien „glänzend besetzt“. Allerdings finde Roehler in dem Film nur selten „zu einem tragenden Rhythmus“, seine Erzählweise sei „so quirlig wie kurzatmig“. Die Zeit bemängelte an dem Film deutliche Schwächen. So äußerten sich dramaturgische Probleme darin, dass dem Regisseur sein Hang zum Übertreiben und zum Slapstick häufig in die Quere kämen.